# Holt Coffey
Holt Coffey (2 d'agost de 1891 – gener de 1964) era el xèrif del Comtat de Platte, Missouri de 1933 fins a 1937 i de nou des de 1941 fins a 1945. Coffey, juntament amb el recentment elegit fiscal de Platte City David Clevenger, era l'encarregat de la neteja de gran part de la delinqüència menor al voltant del Comtat de Platte, un suburbi de la dissoluta Kansas City, Missouri.